# ویز مدیا
ویز مدیا (انگلیسی: Viz Media) شرکت رسانه‌ای آمریکایی است، که در سال ۱۹۸۶ تأسیس شد.